# Florian Klewiado

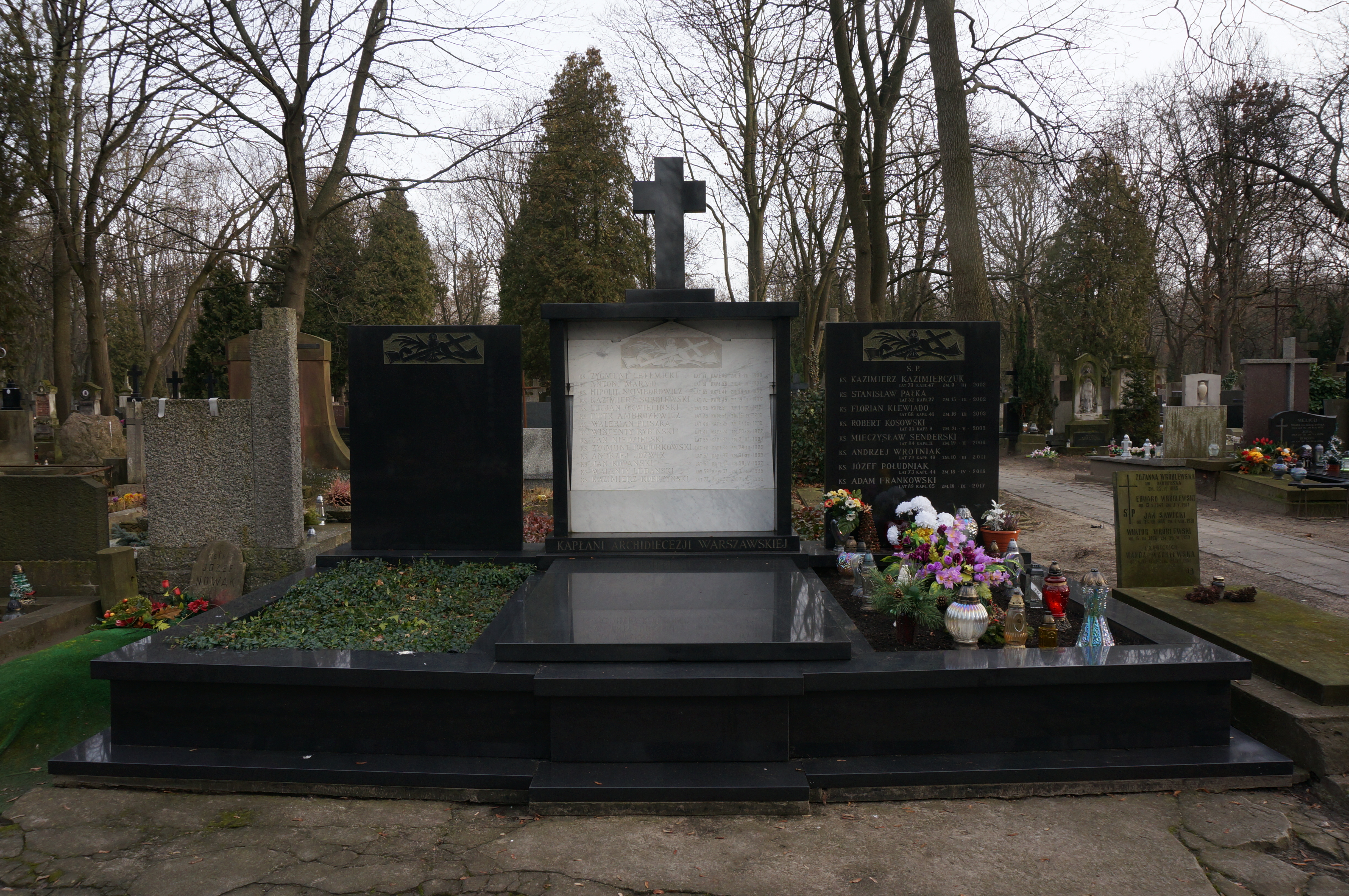
Grobowiec kapłanów archidiecezji warszawskiej w którym pochowany został Florian Klewiado

Florian Klewiado (ur. 13 sierpnia 1934 w Studzienicznej, zm. 16 marca 2003 w Warszawie) – polski duchowny katolicki, kapelan ludowego Wojska Polskiego, pułkownik WP, w latach 1986–1991 ostatni Generalny Dziekan Wojska Polskiego i zwierzchnik Generalnego Dziekanatu Wojska Polskiego.

## Życiorys
Urodził się 13 sierpnia 1934 w Studzienicznej, święcenia kapłańskie przyjął 11 sierpnia 1957. Był wikariuszem w parafii Najświętszego Zbawiciela w Warszawie. W latach 1973–1986 był proboszczem parafii wojskowej w Skierniewicach i III proboszczem parafii cywilnej pw. Wniebowzięcia NMP w tym mieście. W latach 1986–1991 był Generalnym Dziekanem Wojska Polskiego w stopniu pułkownika. Funkcję tę pełnił do lutego 1991. Przekazał kierowanie duszpasterstwem wojskowym biskupowi Sławojowi Leszkowi Głódziowi.
Na przełomie roku 1990/1991 dokonał z polecenia Departamentu Wychowania Wojska Polskiego zniszczenia „przez spalenie pism wchodzących i wychodzących” z Kancelarii Generalnego Dziekanatu WP. Jak podano w publikacji Katolickiej Agencji Informacyjnej, „Ostatni generalny dziekan WP ks. płk Florian Klewiado jeszcze po wyborach w czerwcu 1989 r. bronił sojuszy ze Związkiem Radzieckim”.
Zmarł 16 marca 2003 w Warszawie. Pochowany został w grobowcu kapłanów archidiecezji warszawskiej na cmentarzu Powązkowskim (kwatera 203-5/6-26/27/28/29).

## Odznaczenia
- Złota odznaka honorowa „Za Zasługi dla Warszawy”  (1989)[12]